# Unai Uribarri
Unai Uribarri Artabe (født 28. februar 1984) er en spansk tidligere professionel cykelrytter, som har cyklet for det professionelle cykelhold Euskaltel-Euskadi.